# پی‌اس‌ام ۳
پی‌اس‌ام ۳ (کوتاه‌شده مجله پلی‌استیشن ۳) یک مجله مربوط به بازی‌های ویدئویی است که به تمام بازی‌های عرضه شده برای کنسول‌های سونی و کنسول‌های بازی دستی می‌پردازد. این مجله توسط شرکت بریتانیایی فیوچر پی‌ال‌سی منتشر می‌شود.
این مجله با نام پی‌اس‌ام ۲ از اکتبر سال ۲۰۰۰ شروع به کار کرد و به سرعت تبدیل به یکی از محبوب‌ترین مجله‌های غیررسمی پلی‌استیشن شد. در شماره ۷۸، نام مجله به پی‌اس‌ام ۳ تغییر یافت تا روی پلی‌استیشن ۳ تمرکز بیشتری داشته باشد، اما مطالب مجله همچنان پلی‌استیشن همراه و پلی‌استیشن ۲ را هم پوشش می‌داد. در ژوئیه ۲۰۱۱، پی‌اس‌ام ۳ دچار طراحی شد تا «نیازهای گیمر مدرن و جوان» را برآورده سازد.
در ۱۳ نوامبر ۲۰۱۲، اعلام شد که پی‌اس‌ام ۳ و مجله خواهر آن یعنی جهان اکس‌باکس توسط فیوچر تعطیل خواهند شد. آخرین شماره این مجلات در ۱۲ دسامبر ۲۰۱۲ منتشر شد.